# Mario Ortiz
Mario Virginio Ortiz Velásquez (ur. 4 czerwca 1983 w Juchitán) – meksykański piłkarz występujący na pozycji napastnika, obecnie zawodnik Chiapas.

## Kariera klubowa
Ortiz jest wychowankiem klubu Cruz Azul ze stołecznego miasta Meksyk, do którego seniorskiej drużyny został włączony jako siedemnastolatek przez szkoleniowca José Luisa Trejo. W meksykańskiej Primera División zadebiutował 19 listopada 2000 w zremisowanym 2:2 spotkaniu z Necaxą. W 2001 roku dotarł ze swoim zespołem do finału rozgrywek Copa Libertadores, lecz pozostawał wówczas jedynie głębokim rezerwowym ekipy i na boiskach zarówno ligowych, jak i międzynarodowych pojawiał się jedynie sporadycznie. Premierowego gola w najwyższej klasie rozgrywkowej strzelił 20 kwietnia 2003 w wygranej 1:0 konfrontacji z Querétaro. Nie mogąc wywalczyć sobie pewnego miejsca w pierwszym składzie, w styczniu 2004 udał się na półroczne wypożyczenie właśnie do Querétaro FC, w ramach rozliczenia za transfer Margarito Gonzáleza. Nie zdołał jednak uchronić klubu od spadku z ligi na koniec rozgrywek 2003/2004. Po powrocie do Cruz Azul ponownie powrócił na ławkę rezerwowych, nie potrafiąc wygrać rywalizacji o miejsce w ataku z graczami takimi jak César Delgado, Luciano Figueroa i Emilio Mora.
Latem 2006 Ortiz został wypożyczony po raz kolejny, tym razem do drugoligowych rezerw Cruz Azul – Cruz Azul Hidalgo. Tam spędził rok, notując regularne występy, lecz nie zdołał zanotować większych osiągnięć. W połowie 2007 roku powrócił do pierwszej ligi, także na zasadzie wypożyczenia zasilając zespół Puebla FC, gdzie również spędził kolejne dwanaście miesięcy, nie odnosząc sukcesów. W późniejszym czasie został wypożyczony do drużyny Tecos UAG z siedzibą w mieście Guadalajara, gdzie również spędził rok, notując przeważnie udane występy, wobec czego po upływie wypożyczenia nowy trener Cruz Azul Enrique Meza dał mu więcej szans na grę w pierwszym zespole, lecz już po upływie roku po raz drugi w karierze został wypożyczony do Puebla FC. Tym razem nie pełnił w jej barwach głównie rolę rezerwowego, a w styczniu 2011 przeszedł do klubu Atlante FC z miasta Cancún, gdzie również nie potrafił sobie wywalczyć miejsca w wyjściowym składzie.
W połowie 2012 roku Ortiz kolejny raz na zasadzie wypożyczenia zasilił ekipę Puebla FC, lecz podczas sześciu miesięcy spędzonych w tej drużynie ani razu nie pojawił się na ligowych boiskach. W styczniu 2013 został wypożyczony do klubu San Luis FC z siedzibą w San Luis Potosí, gdzie był przeważnie graczem rezerwowym. Po upływie pół roku przeniósł się na wypożyczenie do zespołu Chiapas FC z miasta Tuxtla Gutiérrez, któremu sprzedały licencję władze jego dotychczasowej drużyny.
| Sezon     | Klub              | Kraj   | Rozgrywki  | Mecze | Bramki |
| --------- | ----------------- | ------ | ---------- | ----- | ------ |
| 2000/2001 | Cruz Azul         | Meksyk | Liga MX    | 1     | 0      |
| 2001/2002 | Cruz Azul         | Meksyk | Liga MX    | 2     | 0      |
| 2002/2003 | Cruz Azul         | Meksyk | Liga MX    | 12    | 1      |
| 2003/2004 | Cruz Azul         | Meksyk | Liga MX    | 13    | 3      |
| 2003/2004 | Querétaro FC      | Meksyk | Liga MX    | 13    | 2      |
| 2004/2005 | Cruz Azul         | Meksyk | Liga MX    | 5     | 0      |
| 2005/2006 | Cruz Azul         | Meksyk | Liga MX    | 8     | 0      |
| 2006/2007 | Cruz Azul Hidalgo | Meksyk | Ascenso MX | 25    | 2      |
| 2007/2008 | Puebla FC         | Meksyk | Liga MX    | 17    | 5      |
| 2008/2009 | Tecos UAG         | Meksyk | Liga MX    | 21    | 4      |
| 2009/2010 | Cruz Azul         | Meksyk | Liga MX    | 18    | 2      |
| 2010/2011 | Puebla FC         | Meksyk | Liga MX    | 16    | 0      |
| 2010/2011 | Atlante FC        | Meksyk | Liga MX    | 13    | 3      |
| 2011/2012 | Atlante FC        | Meksyk | Liga MX    | 11    | 1      |
| 2012/2013 | Puebla FC         | Meksyk | Liga MX    | 0     | 0      |
| 2012/2013 | San Luis FC       | Meksyk | Liga MX    | 8     | 1      |
| 2013/2014 | Chiapas FC        | Meksyk | Liga MX    |       |        |

## Kariera reprezentacyjna
W 2002 roku Ortiz został powołany przez szkoleniowca Eduardo Rergisa do reprezentacji Meksyku U-20 na Młodzieżowe Mistrzostwa Ameryki Północnej. Tam był podstawowym zawodnikiem kadry narodowej, rozgrywając wszystkie trzy spotkania i zdobywając w nich trzy gole; jednego w konfrontacji z Kubą (2:0), a dwa w meczu z Gwatemalą (4:1). Jego kadra zajęła ostatecznie drugie miejsce w grupie, kwalifikując się na rozgrywane rok później Mistrzostwa Świata U-20 w Zjednoczonych Emiratach Arabskich. Na młodzieżowym mundialu również miał niepodważalne miejsce w wyjściowej jedenastce i wystąpił we wszystkich trzech meczach od pierwszej minuty, lecz ani razu nie wpisał się na listę strzelców, a młodzi Meksykanie odpadli ze światowego czempionatu już w fazie grupowej, notując remis i dwie porażki.